# Língua chulym
Chulym (Öс тили, Ös tili), também chamada Chulim, Chulym-Turcomano, Küerik, Chulym Tártaro ou Melets Tatar (não confunda-se com a língua tártara) é a língua dos Chulyms.

## Nome
A palavra usada pelos Chulyms para se referirem a si próprios e a sua língua é Ös, literalmente ‘próprio’. Também é falada pelos  Kacik (Kuarik). O nome se refere a uma tribo extinta.

## Classificação
A língua é muito relacionada com as línguas Khakas e Shor. Embora haja linguístas que considerem as três como um único idioma, os falantes do Ös não concordam.

## Falantes
Os falantes estão na Sibéria Central, Rússia, ao norte das montanhas Altai, bacia do rio Chulim, afluente do rio Ob. Todos falantes são bilingues em Russo. Ns tempos da União Soviética, os falantes da língua eram desencorajados ou punidos quando crianças se usassem a língua nas escolas, visando desvalorizar essa cultura.

## Dialetos
Chulym, mesmo hoje quase extinta, apresenta dialetos que correspondem a localiozações ao longo do rio Chulim: Baixo Chulym (talvez extinta), Médio e Alto.
Артян туруп, кунгарагы шикпанча мян мылтыгын ап чердюпскем кольге, кольдя мен камям полган камя олуруп, амьда парыдым, анды корьзям алыч cуудун шиктыр, мян камезын кырга пурнуп, мылтыгын ап чакшилын кёзюмь, тынледыбжабалгам мен, алыч ойдашпаган мян пир канза тартап, анзондын пичаг ап аны cоюп, эедын камезимге cап апьке чанпаган. мены апьта апьчим угланеры cаганнар.

Português
Acordei de manhã antes do nascer do sol. Peguei minha arma e fui para o lago. Meu barco estava no lago. Sentei no meu barco e parti. Então eu olho: um alce está saindo da água. Pousei o barco na margem.

## Extinção
Chulym é uma língua em extinção e deverá ter desaparecido em cerca de ¼ de século. Está listada nessa condiçãi pela UNESCO em seu chamado livro vermelho. Durante a filmagem do documentário norte-americano The Linguists de 2008, os linguístas Gregory Anderson e K. David Harrison entrevistaram 20 pessoas e fizeram várias gravações, estimando de 35 a 40 a quantidade de falantes dentro de uma comunidade de 426 chulyms étnicos. Entre os entrevistados, o mais jovem tinha 54 anos de idade.

## Fonologia

### Consoantes
A tabela a seguir lista as consoantes de Chulym, variações dialetais são marcadas: MC = dialeto Chulym médio, LC = dialeto Chulym inferior, K = subdialeto Küärik de LC. Nenhum dado estava disponível para os outros dialetos. A tabela foi derivada de Dul'zon and Pomorska.
|           | Labial   | Alveolar           | Palatal       | Velar        | Gloal |
| --------- | -------- | ------------------ | ------------- | ------------ | ----- |
| Oclusiva  | /p/, /b/ | /t/, /d/ /t'/ (LC) |               | /k/, /g/     | /ʔ/   |
| Fricativa | /v/      | /s/, /z/           | /ʃ/, /ʒ/      | /h/~/x/, /ɣ/ |       |
| Africada  |          | /t͡s/, /d͡z/ (LC)    | /ç/, /ʝ/ (MC) |              |       |
| Nasal     | /m/      | /n/ /n'/ (MC, K)   |               | /ŋ/          |       |
| Líquida   |          | /l/, /r/           |               |              |       |
| Semivogal |          |                    | /j/           |              |       |

/ q / é um alofone de / k / nas palavras de vogal posterior. / h / é encontrado apenas medialmente e, finalmente, é o resultado de espirantização secundária. O valor fonético de / v / é incerto, mas Dul'zon o lista como bilabial / β /. Dul'zon também inclui nasais / m̥ / surdas e líquidas surdas / r̥ / e / l̥ /, que não são encontrados na publicação mais recente de Pomorska.

## Escrita
Alfabeto cirílico do dialeto Tutal:
| А а | Б б   | В в | Г г | Ғ ғ |  |
| Д д | Дж дж | Е е | Ё ё | Ж ж |  |
| З з | И и   | Й й | К к | Л л |  |
| М м | Н н   | Ҥ ҥ | О о | П п |  |
| Р р | С с   | Т т | У у | Ф ф |  |
| Ц ц | Ч ч   | Ш ш | Щ щ | Ъ ъ |  |
| Ы ы | Ь ь   | Э э | Ю ю | Я я |  |

## Documentação
O fato de Chulym não ter uma tradição de língua indígena escrita tornou ainda mais difícil a língua à extinção resistir, até que K. David Harrison e Greg Anderson começassem a usar métodos científicos para documentar a língua. Os dois linguistas destacaram os esforços feitos para preservar a língua Chulym e registrar o que a perda da língua significava para a comunidade. Os dois viajam para Tegl'det, um pequeno vilarejo onde puderam encontrar três falantes de Chulym. Foi lá que eles conheceram Vasya, que era o mais jovem falante nativo de Chulym na época. O processo de documentação incluiu sentar-se em particular com os palestrantes e gravá-los durante a entrevista. Assim, em colaboração com Vasya e os outros dois falantes, os dois linguistas foram capazes de listar palavras em Chulym, como números, saudações, uma canção de fiar, aforismos e histórias de caça a ursos e alces. Eles também puderam coletar narrativas pessoais, conversas espontâneas, partes do corpo, cores, fauna, flora e termos de parentesco, além de instruções sobre como usar certas ferramentas, como esquis forrados de pele e canoas de madeira. Os dois linguistas costumavam sentar-se com os nativos e pedir-lhes que contassem em correspondência com os dedos, revelando como Chulym usa um sistema numérico de base 12 em vez de um sistema de base de 10. Eles também pediram aos nativos que interpretassem frases específicas, com a intenção de identificar quaisquer regras gramaticais Chulym. Com isso, os linguistas lutaram para contrabalançar as conotações e atitudes negativas em relação à língua Chulym..

## História
Chulym já foi uma língua amplamente falada, mas sua história consiste em "múltiplas ondas de colonização e assimilação linguística, primeiro em turco, e agora em russo". Essa mudança se torna ainda mais evidente quando se estuda a estrutura da língua, que é distinguível de outras línguas turcas siberianas. Agora, Middle Chulym está em perigo devido à hostilidade russa que ocorreu em meados do século XX. Foi durante a década de 1940, quando Joseph Stalin estava no poder, que houve o estabelecimento de um programa chamado "a política da segunda língua materna". Isso incluiu o ato de arrebanhar crianças e mandá-las para internatos, onde aprenderam a língua do país e foram forçadas a não falar sua própria língua nativa. O programa rapidamente fez com que a comunidade abandonasse a língua Chulym. Logo, a linguagem passou a ser associada a conotações negativas e, assim, ganhou um status social inferior e baixo. De acordo com o filme,  The Linguists , um falante nativo de Chulym, Vasya, afirmou que "Chulym era visto como uma 'língua de sarjeta'" e que a língua não era mais passada para as crianças. Além disso, na década de 1970, a comunidade Chulym foi forçada a assentamentos de língua russa, onde tiveram que se adaptar e falar a língua russa para subir na escala social e ter maiores chances de prosperidade econômica. Logo, os falantes de Chulym estavam abandonando sua língua nativa; isso fez com que a comunidade perdesse um grande número de falantes e suas tradições linguísticas. Não apenas o povo Chulym foi forçado a abandonar sua língua, mas também o governo os retirou das estatísticas do censo como um grupo étnico distinto após 1959. Sob os olhos do governo, a população Chulym era vista como inexistente e insuficiente ganhar um lugar como uma unidade nacional diferente; não foi até 1999 que a comunidade recuperou seu status como uma entidade étnica separada. Assim, com a urbanização da Rússia e o domínio de sua língua nacional, as chances de sobrevivência de Chulym eram mínimas.

## Geografia
A linguagem está intimamente relacionada com as línguas  Shor e  Khakas. Embora todos estes sejam considerados por alguns como idiomas, os próprios falantes de  Ös  não acreditam que seja esse o caso.
Chulym compreende dois dialetos distintos com múltiplos sub-dialetos, correspondendo a locais ao longo do  Rio Chulym. O  etnônimo nativo  é dado em itálico.
- Baixo Chulym (agora considerada extinto)
  - Küärik,  küärik jon  (Koryukovskaya volost)
  - Ketsik (Kurchikova volost)
  - Yezhi,  je: ži jon  (Baygul'skaya volost)
  - Yatsi,  jatsi jon  (Yachinskaya volost)
  - Chibi,  tš'ibi d'on  (Kyzyldeyeva volost)
- Médio Chulym
  - Tutal,  tutaɫ tš'onu  (Tutal'skaya volost, Distrito de Teguldetsky, Oblast de Tomsk)
  - Melet,  pilet tš'onu  (Meletskaya volost, Distrito de Tyukhtetsky, Krasnoyarsk Krai)

O "dialeto Chulym superior" identificado por Harrison & Anderson é na verdade o subdialeto de Melet do Chulym Médio. A língua chulym-turca é um termo geográfico, e não linguístico. Em sua perspectiva diacrônica, compreendia um continuum (sub) dialetal com os dialetos vizinhos (sub) mostrando apenas uma ligeira diferenciação, enquanto aqueles nos extremos ou na periferia da área eram mutuamente ininteligíveis.

## Amostra de texto
Артян туруп, кунгарагы шикпанча мян мылтыгын ап чердюпскем кольге, кольдя мен камям полган камя олуруп, амьда парыдым, анды корьзям алыч cуудун шиктыр, мян камезын кырга пурнуп, мылтыгын ап чакшилын кёзюмь, тынледыбжабалгам мен, алыч ойдашпаган мян пир канза тартап, анзондын пичаг ап аны cоюп, эедын камезимге cап апьке чанпаган. мены апьта апьчим угланеры cаганнар.
Português
Acordei de manhã antes do nascer do sol. Peguei minha arma e fui para o lago. Meu barco estava no lago. Sentei no meu barco e parti. Então eu olho: um alce está saindo da água. Pousei o barco na margem.

## Morfologia e sintaxe

### Pronomes
| Singular           | Singular  | Plural             | Plural                  |
| Chulym (translit.) | Português | Chulym (translit.) | Português               |
| ------------------ | --------- | ------------------ | ----------------------- |
| Мян (mæn)          | Eu        | Пис (pis)          | Nós                     |
| Сян (sæn)          | Tu        | Силяр (silær)      | Vós (pl. or formal sg.) |
| Ол (ol)            | Ele/Ela   | Олар (olar)        | Eles/Elas               |

|     | Singular | Singular | Singular  | Plural | Plural   | Plural  |
|     | 1ª       | 2ª       | 3ª        | 1ª     | 2ª       | 3ª      |
| --- | -------- | -------- | --------- | ------ | -------- | ------- |
| Nom | Мян      | Сян      | Ол        | Пис    | Силяр    | Олар    |
| Gen | Меҥ      | Сеҥ      | (Ол) аныҥ | Пистиҥ | Силярниҥ | Оларныҥ |

### Aspecto léxico
Como muitas outras línguas turcomanas, Chulym expressa os aspectos léxicos por meio de verbo auxiliar] s. As construções polvierbais com características acionáveis podem expressar "estado" (S), "processo" (P), "entrando em um estado" (ES), "entrando em um processo" (EP) e "processo multiplicativo" (MP). Isso é reconhecido como universal nas línguas turcas. S, P, ES e EP refletem ações episódicas, enquanto MP são habituais. ES e EP parecem ocorrer apenas no aspecto perfectivo, enquanto os outros ocorrem em perfectivo e mperfeito]].
| Verbo Auxiliar | Verbo Auxiliar | [Significado    | Aspecto léxico     | Aspecto léxico    | Aspecto gramatical                                               |
| MC             | LC             | [Significado    | Perfeito           | Imperfeito        | Aspecto gramatical                                               |
| -------------- | -------------- | --------------- | ------------------ | ----------------- | ---------------------------------------------------------------- |
| al-            | al-            | levar           | ES                 | MP (Melet)        | Reflexivo benéfico (SBEN); Entrada repentina em um estado (PNCT) |
| tʃat-          | jat-           | deitar          | S, P (LC)          | S, P (MC)         | Durativo (DUR)                                                   |
| t-r-           | j-r-           | andar           | ES (LC), P (Tutal) | P, MP (Melet)     | Iterativo durativo (DUR.ITER)                                    |
| kal-           | kal-           | para permanecer | ES, EP (LC, Tutal) | -                 | Resultante (RES)                                                 |
| kɛl-           | kɛl-           | chegar          | ES (Melet)         | -                 | Objetivo (PURP)                                                  |
| k-r-           | k-r-           | para ver        | EP (Total)         | P (total)         | Conativo (CON)                                                   |
| olur-          | ot-            | sentar          | S (LC)             | S (LC), P (Melet) | Progressivo (PROG)                                               |
| par-           | par-           | para sair       | ES                 | S, P (LC)         | Durativo (DUR)                                                   |
| pɛr-           | pɛr-           | para dar        | ES, EP (LC)        | P (LC)            | Incoativo (POLEGADA)                                             |
| sal-           | sal-           | colocar         | ES                 | P (LC, Tutal)     | Telic (TEL)                                                      |
| tur-           | tur-           | para ficar      | S (LC), P (Melet)  | S (LC), P (Melet) | Delimitativo (DLMT)                                              |

<! - Alguns deles são mais comuns do que outros, talvez seja uma boa ideia mostrar isso de alguma forma, a informação está em Lemskaya (2012) ->=== Sintaxe ===
Chulym usa a ordem de palavras  sujeito - objeto – verbo (SOB) e pós-posições, assim como muitas das línguas turcomenas e tártaras.

## Vocabulário
À medida que seus falantes vêm perdendo o conhecimento de seu idioma por causa do processo de desvalorização do mesmo, o Chulym pegou emprestado uma grande quantidade de palavras da  russo nos últimos anos. Mais comumente, interjeições e marcadores de discurso são emprestados do russo, além de conceitos que não têm palavras Chulym correspondentes.